# Miguel Zugaza
Miguel Zugaza Miranda (Durango, Vizcaya, 23 de agosto de 1964) es un historiador del arte y museógrafo español que ha ocupado cargos relevantes en tres importantes instituciones de arte como el Museo de Bellas Artes de Bilbao (en dos etapas distintas), el Museo Reina Sofía y el Museo del Prado.
Tras casi quince años de labor en el Prado, el 30 de noviembre de 2016 anunció públicamente la intención de regresar profesionalmente a su tierra natal para volver a dirigir el Museo de Bellas Artes de Bilbao, cargo que se hizo finalmente efectivo a partir del 20 de marzo de 2017.

## Biografía
Nace en Durango (provincia de Vizcaya), en una familia muy vinculada al panorama cultural vasco. Hijo del editor Leopoldo Zugaza y de Carmen Miranda se licencia en Historia y Geografía, y más tarde se especializa en Historia del Arte. Poco a poco se introduce en el mundo del arte: su padre lo sumerge en la organización de exposiciones. Con apenas 30 años de edad obtiene el cargo de subdirector de conservación en el Museo Reina Sofía (1994-1996).
En 1996 se le confía la dirección del Museo de Bellas Artes de Bilbao, institución que atravesaba en esos años un ambicioso proceso de modernización, en parte espoleado por la apertura del vecino Museo Guggenheim de Bilbao. En esa etapa (1996-2002) organiza las exposiciones Sorolla y Zuloaga, El bodegón español, Pintura al desnudo y Mujeres impresionistas.
El éxito del museo bilbaíno da a Miguel Zugaza cierta notoriedad, que empuja al Gobierno de España, entonces en manos del PP, a pensar en él como responsable del Prado. Zugaza prefiere proseguir su labor en el museo bilbaíno, dado que se estaba remodelando su sede; pero ya en 2002, al dar por concluido este objetivo, acepta el cargo en Madrid.
En su mandato como director del Prado, Zugaza se encuentra frente a la tarea de organizar administrativamente el Museo, logrando la aprobación de la ley orgánica de dicho organismo en 2003. Ha continuado con los trabajos de ampliación y modernización iniciados por sus antecesores Luzón y Checa. Este arduo cometido se vio facilitado por un consenso entre los principales partidos políticos, PP y PSOE, dándose la inusual circunstancia de que Zugaza siguió en el puesto a pesar de los cambios de Gobierno en 2004 y 2011.
Entre las exposiciones que se han presentado en el Prado durante su gestión sobresalen El retrato español, Tintoretto, Vermeer, Durero en las colecciones de la Albertina, Picasso (coorganizada con el Museo Reina Sofía), Goya en tiempos de guerra, El retrato del renacimiento, y más recientemente las antológicas sobre Rembrandt, Francis Bacon y Sorolla.
Tras casi 15 años de labor en el Prado, Zugaza anunció a finales de 2016 su renuncia al cargo para retomar la Dirección del Museo de Bellas Artes de Bilbao, lo cual se formalizó en marzo de 2017. Entre sus primeras iniciativas en el museo bilbaíno destaca la exitosa exposición sobre la colección privada de Alicia Koplowitz (más de 139.000 visitas) y otras sobre Arcimboldo y Eduardo Arroyo.

## Premios y distinciones
- Premio Raíces de Europa de la Asociación Cultural Raíces de Europa (2015)
- Gran cruz de la Orden de Alfonso X el Sabio (2017)[2]

- Medalla Sorolla de la Hispanic Society of America de Nueva York (2017)